# خلية بنزن

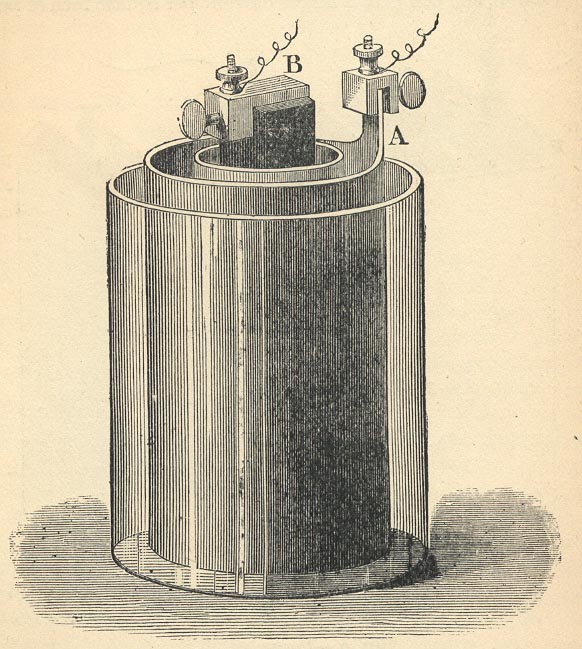
بطارية خلية بنزن

خلية بنزن هي خلية أولية من الزنك-كربون مؤلفة من أنود يمثله الخارصين في حمض الكبريتيك المخفف مفصولة بوعاء مسامي من كاثود من الكاربون في حامض النيتريك أو الكروميك .

## تفاصيل الخلية
خلية بنزن تقارب 1.9 فولت و تزداد بالتفاعل التالي :
Zn + H2SO4 + 2 HNO3 ⇌ ZnSO4 + 2 H2O + 2 NO2(g)
وفقاً للتفاعل أعلاه، عندما يتفاعل 1 مول (أو جزء) من كل من الزنك و حمض الكبريتيك مع 2 مول (أو أجزاء) من حمض النيتريك ، المنتجات الناتجة تكون، 1 مول (أو جزء منه) من كبريتات الزنك و 2 مول ( أو أجزاء) لكل من الماء و ثاني أكسيد النيتروجين (غازي ، على شكل فقاعات).
سميت هذه الخلية باسم مخترعها، الكيميائي الألماني روبرت بنزن ، الذي قام بتحسين خلايا جروف من خلال استبدال الكاثود البلاتيني الباهظ الذي استخدمه وليام روبرت جروف بالكربون في شكل الفحم المسحوق و فحم الكوك. مثل بطارية جروف، تنبعث خلايا بنزن دخان  من غاز ثاني أكسيد النيتروجين .
استخدم بنزن هذه الخلية لاستخراج المعادن. استخدم هنري مواسان كومة من 90 خلية للتحليل الكهربائي لفلوريد الهيدروجين للحصول على الفلور لأول مرة.